# Splachnum tenue
Splachnum tenue là một loài rêu trong họ Splachnaceae. Loài này được Dicks. ex With. mô tả khoa học đầu tiên năm 1801.